# Jonas Krahn
Jonas Krahn (* 14. Dezember 1984 in Berlin) ist ein deutscher Extremsportler im Bereich des Frei- bzw. Apnoetauchens. Nachdem er in seiner Jugend verschiedene sportliche Zwischenstationen absolviert hatte, begann er 2004 mit dem Apnoetauchen. Sein Mentor war der international anerkannte deutsche Apnoetaucher Wolfram Neugebauer.

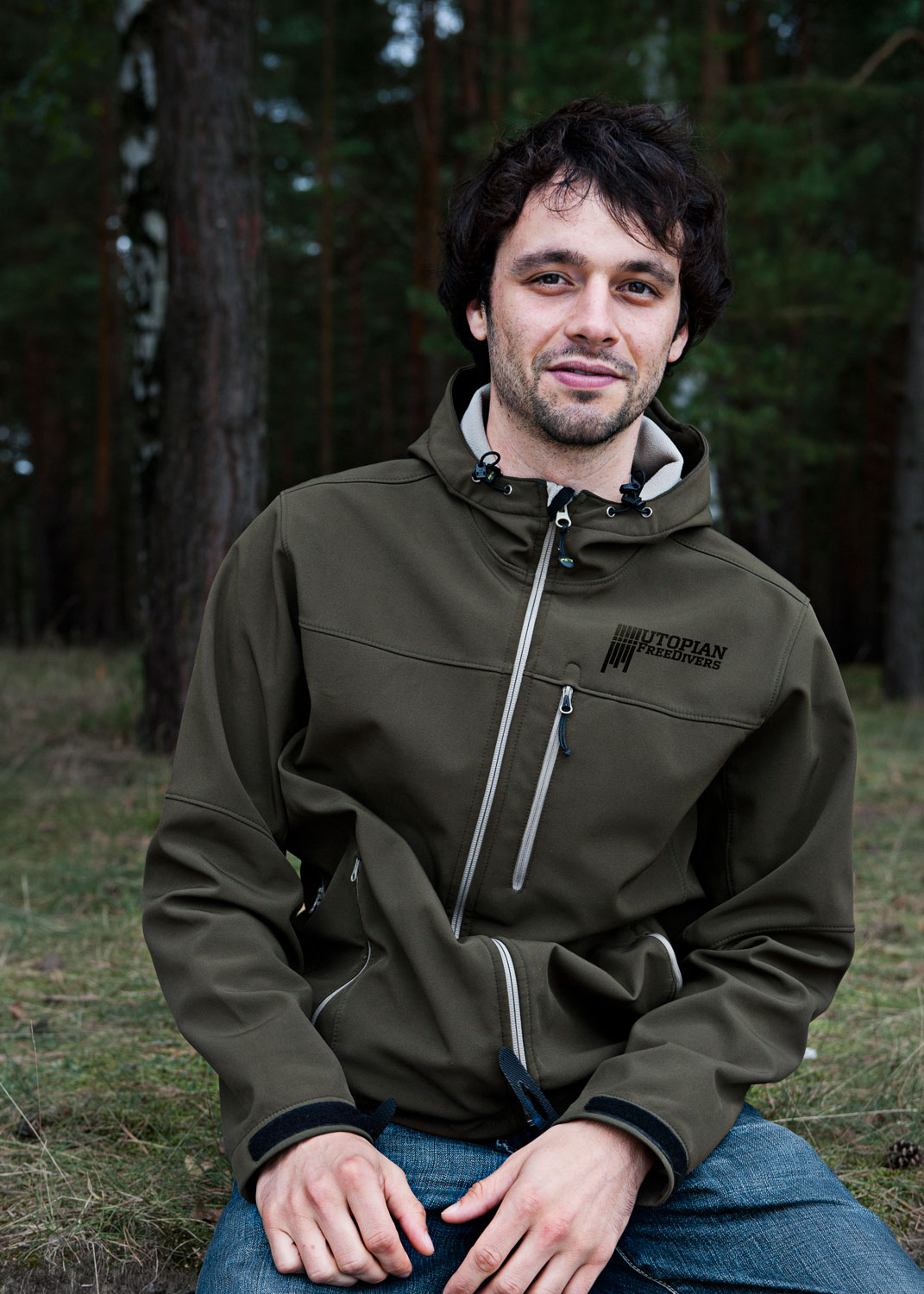
Der Apnoetaucher Jonas Krahn

## Taucherprofil
Krahn gehört zu den besten deutschen Apnoetauchern (Stand 2011) und ist nach Punkten der erfolgreichste Apnoetaucher Deutschlands. Seinen Spitznamen „Seekönig“ hat er einer Serie von Seerekorden zu verdanken; so hält er vier von fünf möglichen Seerekorden. 2011 stellte er erstmals einen gesamtdeutschen Rekord im See statt im Meer auf. Dabei tauchte er im Sommer 2011 als erster Deutscher aus eigener Kraft auf 80 Meter Tiefe. In der Weltrangliste wird er damit in der Kategorie (FIM) unter den zwanzig besten Athleten (male) geführt.
Insgesamt stellte Krahn bislang elf nationale Rekorde auf, wovon er noch vier hält. Außerdem ist er Weltrekordhalter in der Kategorie „Dynamic No Fins open water“.

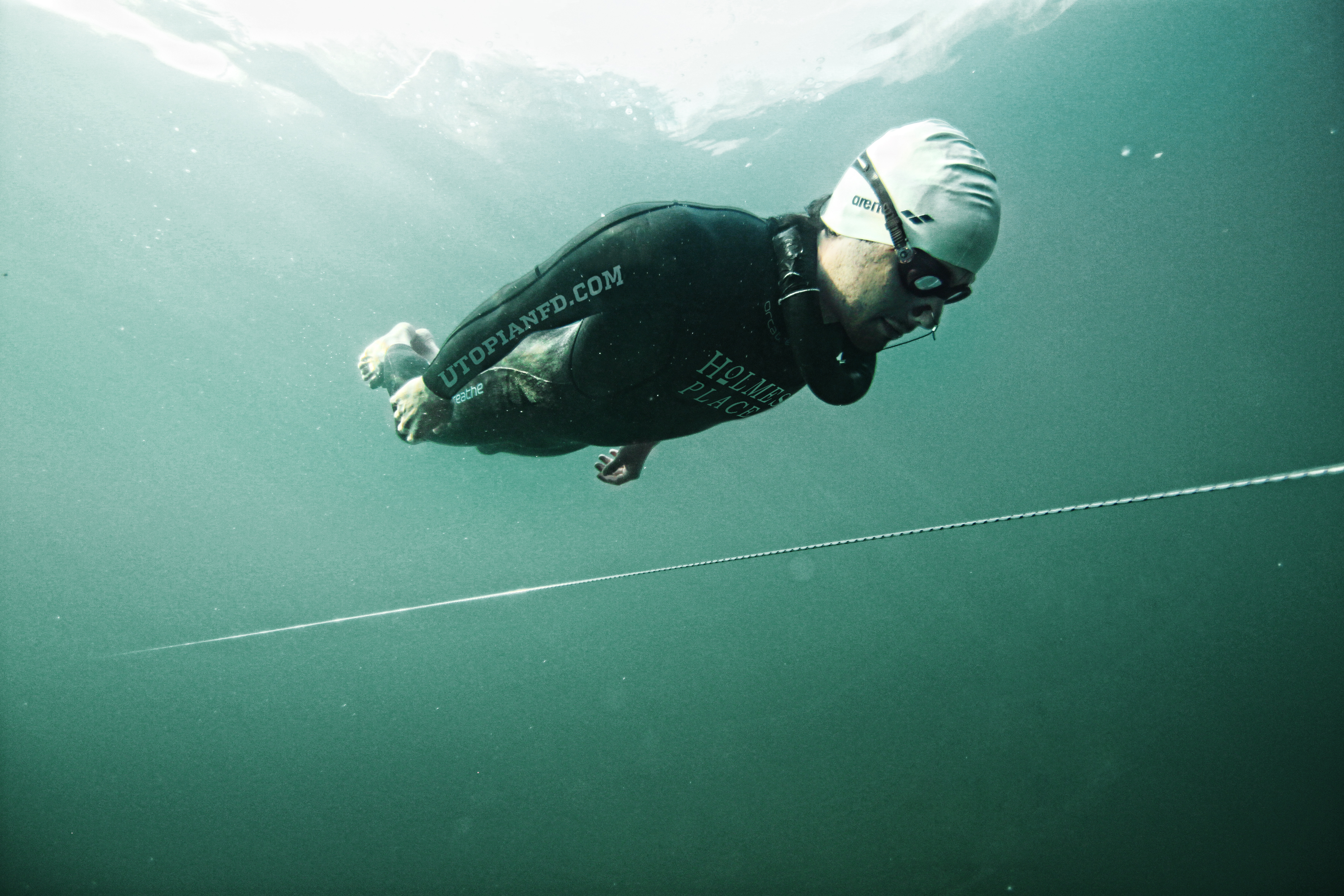
Beim Weltrekordversuch 2011 im Sundhäuser See

## Vereine
Krahn tauchte von 2004 bis 2010 in der Apnoesparte des Tauchsport Clubs Berlin. Seit Januar 2011 gehört er der Leistungssport-Vereinigung der Utopian Freedivers an, die er gemeinsam mit Benjamin Bartoli ins Leben gerufen hat. Zurzeit gehören dieser Vereinigung vier weitere Nachwuchsathleten an. Außerdem ist Krahn offizieller Athlet des deutschen Nationalkaders.

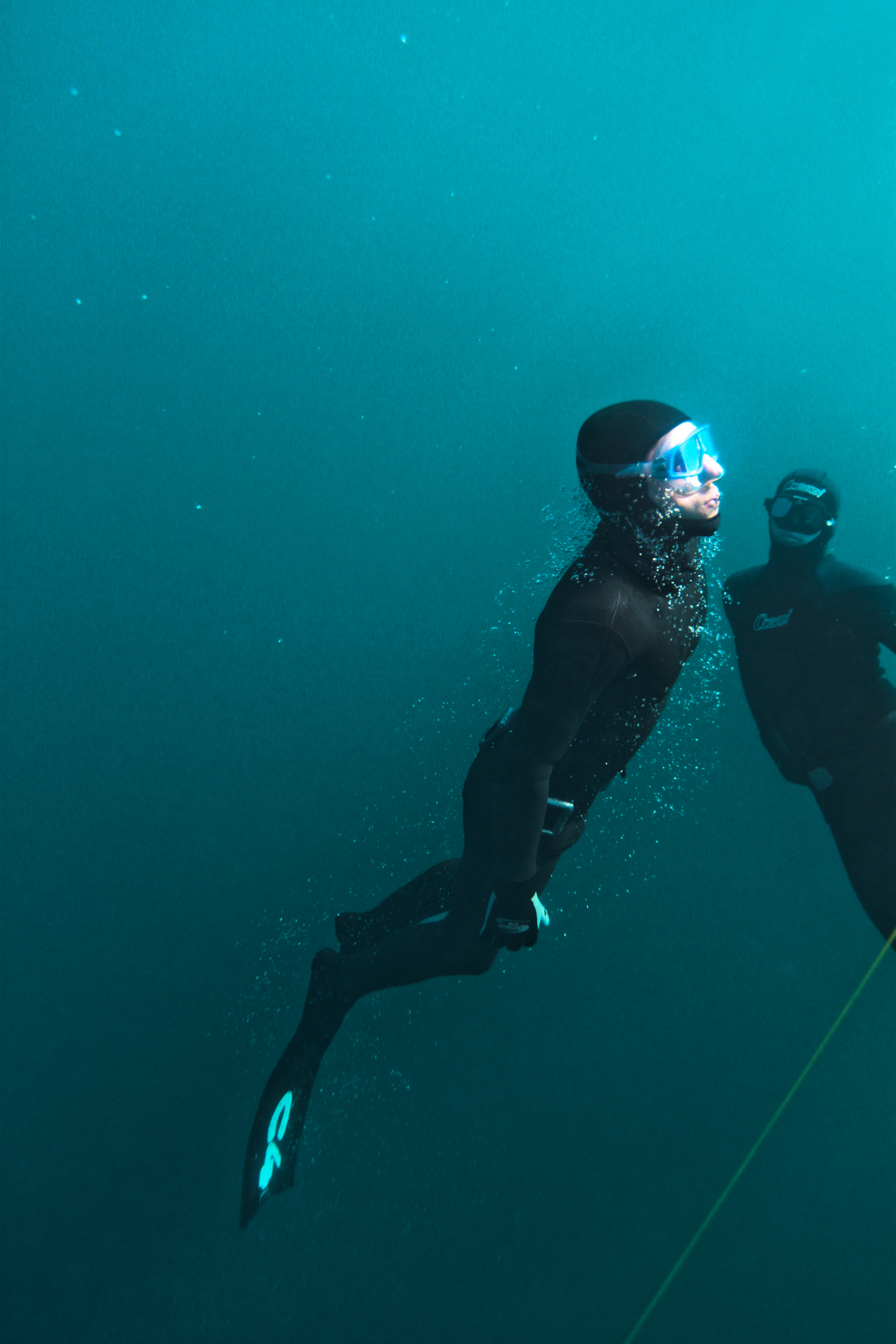
Beim Trainingstauchen in Griechenland

## Nationalkader
Seine erste und bislang einzige Weltmeisterschaft absolvierte Krahn 2005, wo er den fünften Platz belegte. Gleichwohl wird er regelmäßig in die Auswahl des Nationalteams berufen.